# Leucanthemum superbum
Leucanthemum superbum là một loài thực vật có hoa trong họ Cúc. Loài này được (Bergmans ex J.W.Ingram) D.H.Kent mô tả khoa học đầu tiên năm 1990.